# Eine tolle Nacht (1926)
Eine tolle Nacht ist eine deutsche Stummfilmkomödie aus dem Jahre 1926 von Richard Oswald. In der Hauptrolle des Landeis Florian Pieper ist Henry Bender zu sehen, seine bekannten Filmpartner sind Ossi Oswalda und Harry Liedtke. Der Film entstand nach der gleichnamigen Theaterposse von Julius Freund.

## Handlung
Der aus Essig an der Gurk stammende Fabrikant Florian Pieper hat das Insektenpulver Pieperlin erfunden. Er glaubt, damit den deutschen Markt erobern zu können und begibt sich deshalb in die Millionenstadt Berlin. Doch das naive Landei befindet sich hier auf einem Pflaster, dem er nicht gewachsen ist: alles ist größer, alles ist schneller und heller, und überall lauern Gefahren für einen Strohwitwer, eine einzige „sündige“ Versuchung. Die begegnet ihm vor allem in Gestalt der hübschen, kessen Varieté-Tänzerin Margot Olschinsky, die Pieper augenblicklich anzuhimmeln beginnt. 
Nun gerät der brave Ehemann in den Strudel der Weltstadt, und Dörfler Pieper stolpert in so manche Abenteuer, in denen er absonderliche Begegnungen mit Polizisten, Tanzmädchen, einem indischen Maharadscha und einem Ringkämpfer haben wird. Handlungsorte sind dabei ebenso lichte Restaurants und laute Tanzparketts wie schummrige Spelunken und karge Polizeireviere. Diese „tolle Nacht“ hat es in sich, aber dennoch ist Florian Pieper treu und brav geblieben. Aber wie soll er all das seiner holden, daheim in Essig an der Gurk geglaubten Gattin erklären, die sich ebenfalls nach Berlin aufgemacht hat und der er prompt am nächsten Morgen in die Arme läuft?

## Produktionsnotizen
Eine tolle Nacht entstand im November 1926 in Berlins Efa-Filmstudio und passierte am 23. Dezember 1926 die Filmzensur. Die Uraufführung des Siebenakters mit einer Länge von 2626 Metern erfolgte am 21. Januar 1927 im Berliner Alhambra-Kino. 
Heinrich C. Richter entwarf die Filmbauten, die Zwischentitel verfasste Paul Morgan. Henry Bender hatte bereits in der zwölf Jahre zuvor entstandenen Fassung dieses Lustspiels die Hauptrolle gespielt.